# Norbert-Gymnasium Knechtsteden
Das Norbert-Gymnasium Knechtsteden (NGK) ist eine koedukative katholische Privatschule auf dem Gelände des Klosters Knechtsteden in Dormagen, Nordrhein-Westfalen. Schulträger  ist der Norbert-Gymnasium e. V. Seit Sommer 2008 befindet sich auf dem Gelände der Schule das Sportinternat Knechtsteden, das mit dem Norbert-Gymnasium eng zusammenarbeitet. Im August 2023 wurde dem Gymnasium das Prädikat „Eliteschule des Sports“ durch den Deutschen Olympischen Sportbund verliehen.

## Beschreibung
Etwa 1230 Schüler besuchen das Norbert-Gymnasium Knechtsteden, davon ist der überwiegende Anteil katholisch. Das Verhältnis zwischen Jungen und Mädchen ist ausgeglichen, obwohl es sich bei dem Norbert-Gymnasium früher um eine reine Jungenschule handelte. Das Kollegium umfasst etwa 110 Lehrer. Der Schulleiter ist Johannes Gillrath. Die Sekundarstufe I ist fünfzügig, eine Klasse fasst durchschnittlich 30 Schüler. Die Klassen haben unterschiedliche Schwerpunkte: Latein, Sport, Naturwissenschaften und Musik. Die „E-Klassen“ werden als „Projektklassen“ bezeichnet und legen den Fokus auf allgemeinere Projekte ohne Themenschwerpunkt. In der Oberstufe fassen die Kurse meistens 13 bis 28 Schüler. In der Sekundarstufe II werden neben den Regelfächern auch die Fächer Informatik, Pädagogik, Literatur, Philosophie und Spanisch angeboten. Die Fächer können in den meisten Fällen als Leistungskurs belegt werden (Ausnahmen: Spanisch, Informatik, Philosophie, Literatur).

## Aktivitäten
In der Schule gibt es viele verschiedene Aktivitätsangebote. Darunter sind viele Arbeitsgemeinschaften (AGs), wie z. B. Schach, Jugend forscht, verschiedene Sportangebote, Filmteam, Radioteam, Technikteam (Forum Medien Technik), Orchester, Chor, Jazzband, Rock-Pop-Bands, Schulsanitäter, Vertrauensschüler etc. Regelmäßig ist die Schule bei Sportwettkämpfen oder Wettbewerben vertreten. In jedem Schuljahr werden ein sogenannter Crosslauf – ein ca. 1 Kilometer langer Ausdauerlauf – und Bundesjugendspiele organisiert. Außerdem findet in jedem Schuljahr traditionell am Tag des hl. Norbert (6. Juni), dem Schulpatron, ein Sponsorenlauf durch den Knechtstedener Busch nach Straberg und zurück statt. Kurz vor den Sommerferien wird ein Sozialer Tag organisiert, um anderen Menschen mit erarbeiteten Spenden zu helfen. In der 9. Jahrgangsstufe wird ein Sozialpraktikum durchgeführt und in derselben Jahrgangsstufe auch eine religiöse Besinnungsfahrt organisiert. In Klasse 6 und 8 werden ebenfalls Klassenfahrten organisiert, wobei die Fahrt der 8. Klasse eine Skifreizeit über acht Tage ist. Ein Betriebspraktikum wird in Stufe 10 absolviert und es gibt zahlreiche Angebote zur Berufsfindung. In der Stufe 12 gibt es außerdem eine Abschlussfahrt, die in einem der beiden Leistungskurse stattfindet.
Außerdem haben die Schüler durch die schuleigene Schwimmhalle sowie einige Sporthallen viele Möglichkeiten zu sportlichen Aktivitäten.

## Gebäude
Das Norbert-Gymnasium befindet sich auf dem Gelände des Klosters Knechtsteden des Spiritanerordens, im Knechtstedener Busch. Die Schulgebäude verteilen sich über das Klostergelände, wobei sowohl schuleigene Neubauten als auch alte Klostergebäude genutzt werden. Zu den Neubauten gehören das Hauptgebäude, die große Sporthalle, das Schwimmbad und darüber die kleine Sporthalle und das Sportinternat. Der Altbau ist in 6 Gebäudeabschnitte unterteilt, die verschieden nummerierte Blöcke bilden und von außen durch groß angebrachte Zahlen (4, 5, 5a, 6a, 6b, 7) zu unterscheiden sind. Block 1, 2 und 3 bilden dabei die Etagen des Hauptgebäudes (1. Stock – Block 1;…) Zum „Norbert-Campus“ gehört die im Jahr 2013 eröffnete Norbert-Bibliothek, die im Gebäude der alten Klosterdruckerei eröffnet wurde.
2016 wurden ein moderner neuer Kunstrasenplatz mit Tartanbahn, ein Fußballplatz und weiteren Sportanlagen sowie zwei Beachvolleyballfeldern eingeweiht und die Physikräume erneuert. 2016 folgte die Einrichtung eines Musikzentrums in Verbindung mit dem Umbau der Libermannkapelle zum Konzertsaal, die Einweihung der renovierten Chemieräume sowie der Umbau des Norbert-Parks zum grünen Klassenzimmer. Das „Pädagogische Zentrum“, die Aula des Gymnasiums, verfügt aufgrund der dort stattfindenden Kulturreihe „Forum Knechtsteden“ über eine professionelle Veranstaltungstechnik im Ton-, Video-, Netzwerk- und Lichtbereich.
Es gibt ein Medienzentrum und eine Schulküche für das Fach Ernährungswissenschaften. Ferner verfügt die Schule über einen Breitband-Internetzugang und ausgebaute Netzwerktechnik in allen Gebäuden.

## Geschichte

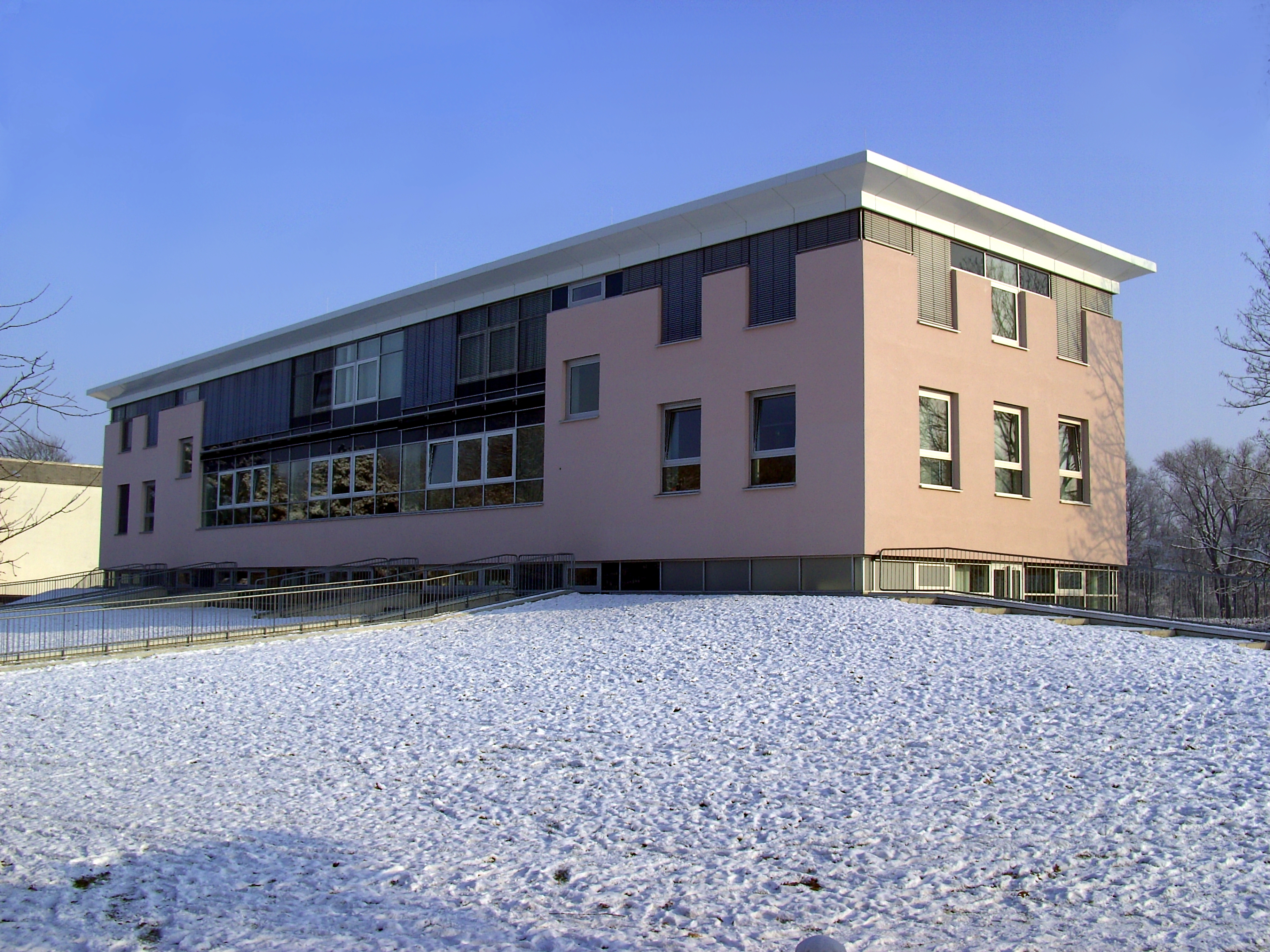
Das Sportinternat

Die Schule wurde am 27. April 1947 als humanistisches Aufbaugymnasium des Spiritanerordens eröffnet. Im Laufe des Jahres erhielt sie den Namen Privates Heilig-Geist Gymnasium. Zunächst teilte sich das Gymnasium auf zwei Standorte auf. Während in Knechtsteden die fünf unteren Klassen (Sexta bis Obertertia) unterrichtet wurden, erfolgte der Unterricht der vier oberen Klassen (Untersekunda bis Oberprima) in Menden (Sauerland).
1961 stand die Schule kurz vor der Auflösung, da sich der Spiritanerorden, der damals noch drei ordenseigene Gymnasien unterhielt, aus der Trägerschaft zurückziehen wollte. Auf Initiative des damaligen Schulleiters Pater Baumjohann CSSp wurde der Norbert-Gymnasium e. V. gegründet, der seit dem 1. Oktober 1962 die Schulträgerschaft innehat. Im Gedenken an Norbert von Xanten, den Gründer des Prämonstratenserordens, der die Klosteranlage, auf der sich die Schule heute befindet, errichtete, wurde der Schulname in Norbert-Gymnasium Knechtsteden geändert.
1966 wurden die ersten Abiturprüfungen in Knechtsteden abgehalten. Nachdem 1968 eine Turnhalle mit Lehrschwimmbecken eröffnet worden war, folgte 1975 die Einweihung des Schulneubaus mit Großsporthalle und Pädagogischem Zentrum (Aula).
Im Jahr 1990 beschloss der Trägerverein die Einführung der Koedukation. Nachdem das Gymnasium bis dahin nur Jungen zugänglich war, wurden ab dem Schuljahr 1991/92 Jungen und Mädchen gemeinsam unterrichtet.
Die Norbert-Akademie verfolgt ein unterrichtsergänzendes Konzept zur Berufsorientierung, das auf Berufe im Bereich der Betriebswirtschaft vorbereiten soll und 2004 eröffnet wurde. Sie wird seit dem Schuljahr 2021/2022 von Maxim Krohmer geleitet.
Das Sportinternat befindet sich gegenüber dem Hauptgebäude und beinhaltet die Apartments der Internatsschüler, die Mensa, die Cafeteria und eine Gymnastikhalle. Mit dem Spatenstich am 16. Januar 2006 begannen die Bauarbeiten, die bis 31. Mai 2008 dauerten. Ein Erweiterungsbau mit Platz für weitere 18 Internatsschüler wurde am 20. Juni 2012 eröffnet.
Am 13. November 2014 wurde das Norbert-Gymnasium Knechtsteden durch die damalige NRW-Sportministerin Ute Schäfer zur NRW-Sportschule ernannt. Durch diese Ernennung fördert das Land Nordrhein-Westfalen verstärkt sportliche Talente und vereinbart Schule sowie Leistungssport noch besser miteinander.

### Schulleiter seit 1947
- Pater Wilhelm Baumjohann CSSp, 1947–1970
- Pater Peter Hilger CSSp, 1970–1982
- Pater Walter Gilles CSSp, 1982–1994
- Josef Zanders, 1994–2011, gehörte 1966 zu den ersten Abiturienten des Norbert-Gymnasium[5]
- Johannes Gillrath, seit 2011

## Ehemalige Schüler
- Peter Heinrich Keulers (1896–1963), Journalist und Schriftsteller
- Willi Kremer-Schillings (* 1954), Manager und Landwirt, Bauer Willi
- Klaus Vechtel (* 1963), römisch-katholischer Theologe
- Gerd Geerling (* 1965), Facharzt für Augenheilkunde, Direktor der Universitäts-Augenklinik Düsseldorf
- Torsten Toeller (* 1966), Unternehmer und Gründer des Unternehmens Fressnapf[9]
- Klaus Krützen (* 1968), hauptamtlicher Bürgermeister von Grevenbroich[10]
- Marco Girnth (* 1970), TV-Schauspieler (SOKO Leipzig)[11]
- Gregor Schotten (* 1970), Diplomat[12]
- Frank Keppeler (* 1973), Rechtsanwalt,  hauptamtlicher Bürgermeister von Pulheim
- Sebastian Unger (* 1975), Jurist und Hochschullehrer
- Björn Otto (* 1977), Stabhochspringer
- Pierre Vogel (* 1978), ehemaliger Profi-Boxer und heutiger islamischer Prediger
- Jawed Karim (* 1979), Informatiker und einer der drei Mitbegründer der populären Video-Website YouTube
- Lars Börgeling (* 1979), Stabhochspringer
- Nicolas Limbach (* 1985), Säbelfechter, Weltmeister 2009 (Einzel) und 2014 (Mannschaft), mehrfacher Europameister
- Maximilian Hartung (* 1989), Säbelfechter, Weltmeister 2014 (Mannschaftswettbewerb), mehrfacher Europameister
- Kentin Mahé (* 1991), französischer Handballnationalspieler, Olympiasieger und Weltmeister
- Anna Palm (* 1995), Schriftstellerin und Journalistin
- Amelie Berger (* 1999), Handballnationalspielerin
- Larissa Eifler (* 1999), Säbelfechterin
- Sarah Voss (* 1999), Geräteturnerin, mehrfache deutsche Meisterin im Schwebebalken, Sprung und Mehrkampf